# Chrysocharis flacilla
Chrysocharis flacilla är en stekelart som först beskrevs av Walker 1842.  Chrysocharis flacilla ingår i släktet Chrysocharis och familjen finglanssteklar. Inga underarter finns listade i Catalogue of Life.